# 썸웨어 비트윈
《썸웨어 비트윈》(영어: Somewhere Between)은 2017년에 방영된 미국의 드라마이다. 2014년 대한민국의 텔레비전 드라마 《신의 선물 - 14일》을 원작으로 한다.